# Grenville (Novo México)
Grenville é uma vila localizada no estado americano de Novo México, no Condado de Union.

## Demografia
Segundo o censo americano de 2000, a sua população era de 25 habitantes.
Em 2006, foi estimada uma população de 21, um decréscimo de 4 (-16.0%).

## Geografia
De acordo com o United States Census Bureau tem uma área de
1,6 km², dos quais 1,6 km² cobertos por terra e 0,0 km² cobertos por água. Grenville localiza-se a aproximadamente 1823 m acima do nível do mar.

## Localidades na vizinhança
O diagrama seguinte representa as localidades num raio de 56 km ao redor de Grenville.